# Presto (hudba)

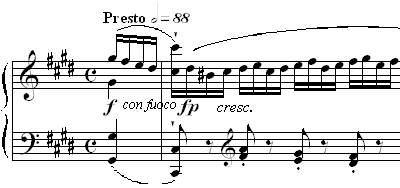
Příklad presta v etudě Frederyka.Chopina Etuda op. 10, č. 4.

Presto je hudební výraz z italštiny, který označuje rychlé až velmi rychlé tempo. Odpovídá rychlosti 180 až 200 úderů za minutu (BPM). Neznamená však nějakou určitou rychlost. V polovině 18. století byl zcela zaměnitelný s termínem allegro: tři různé verze téže sonáty pro šesté housle od Johanna Sebastiana Bacha mají jako tempové označení presto, allegro a vivace. Mezitím ale vznikla další tradice, podle které bylo presto rychlejší než allegro. Již v anonymním anglickém pojednání z roku 1724 nazvaném A Short Explication („Krátké vysvětlení“) se uvádí, že se vším, co bylo řečeno před tímto datem i se všemi příklady presto, by se mělo zacházet opatrně. Postupně bylo presto po celé 18. století přijímáno jako nejrychlejší kvalifikátor tempa ze všech, s výjimkou prestissimo (200 až 208 BPM). Ale zároveň byli někteří proti používání výrazu prestissimo; to je případ Mozarta, který ve své Haffnerově symfonii (Symfonie č. 35 'Haffnerova' D dur) žádal, aby presto poslední věty bylo hráno „co nejrychleji“.
S vivacissimo („velmi živě“, 160–184 BPM) je presto jedním z nejrychlejších hudebních temp ze všech a jen občas se ještě zvyšuje superlativem prestissimo („extrémně rychle“ např. v některých dílech Beethovena). Typickou skladbou zkomponovanou v presto je Šavlový tanec skladatele Arama Chačaturjana.